# Zirih
Zirih és un llac del Sistan actualment repartit entre l'Iran i l'Afganistan. És el llac més gran de l'altiplà iranià.
Els geògrafs musulmans insisteixen amb la variabilitat de la superfície del llac alimentat principalment per rius procedents de la part oriental, a l'Afganistan. A l'edat mitjana molts pescadors vivien del llac i les terres de la rodalia estaven ben cultivades i regades. Els geògrafs i viatgers moderns (segle xix) i la comissió de fronteres del Sistan (1903-1905) diuen que la superfície s'havia reduït considerablement. La superfície estimada era de 3.000 km², però l'evaporació de l'estiu és molt intensa.